# Gaoping (socken i Kina, Sichuan, lat 27,87, long 104,58)
Gaoping (kinesiska: 高坪苗族乡, 高坪) är en socken i Kina. Den ligger i provinsen Sichuan, i den sydvästra delen av landet, omkring 310 kilometer söder om provinshuvudstaden Chengdu. Antalet invånare är 5 049. Befolkningen består av 2 377 kvinnor och 2 672 män. Barn under 15 år utgör 26,0 %, vuxna 15-64 år 63 %, och äldre över 65 år 10,0 %.
Genomsnittlig årsnederbörd är 1 132 millimeter. Den regnigaste månaden är juli, med i genomsnitt 239 mm nederbörd, och den torraste är december, med 14 mm nederbörd.